# Granges-Aumontzey
Granges-Aumontzey ist eine französische Kleinstadt mit 2.560 Einwohnern (Stand 1. Januar 2022) im Département Vosges der Region Grand Est (bis 2015 Lothringen). Sie gehört zum Arrondissement Saint-Dié-des-Vosges und zum Gemeindeverband Communauté de communes Gérardmer Hautes Vosges.

## Lage
Die Kleinstadt Granges-Aumontzey liegt in den Vogesen, etwa 26 Kilometer ostsüdöstlich von Épinal und etwa 20 Kilometer südwestlich von Saint-Dié-des-Vosges.
Das 33,01 km² große Gemeindegebiet erstreckt sich teilweise im Regionalen Naturpark Ballons des Vosges über zwölf Kilometer entlang des Oberlaufes des Flusses Vologne. Die Vologne hat sich tief in das umgebende Bergland eingeschnitten. Erst im Bereich des Dorfes Granges weitet sich das Tal (Vallée des Granges) auf etwa 1000 m Breite. Östlich und westlich des Volognetales erreichen die bewaldeten Berggipfel Höhen von über 700 m. Der höchste Punkt mit 926 m befindet sich im äußersten Südosten der Gemeinde.
Mehr als die Hälfte des Gemeindegebietes ist von Wäldern bedeckt. Es handelt sich um den großen zusammenhängenden Forst Forêt Domaniale de Vologne. Die Meereshöhe der Tallagen von über 600 m lässt kaum wirtschaftlichen Ackerbau zu, daher dominieren im Tal und an den unteren Hängen Viehweiden. Auch in den höheren Lagen finden sich einzelne Bergbauernhöfe.
Zu Granges-Aumontzey gehören neben Granges-sur-Vologne und Aumontzey die Ortsteile Frambéménil, Les Voids, Chevalpré, Les Jumeaix, Le Hulle, La Sauteure, Blanchefeigne, Les Évelines, Les Aulnaux, Petempré, Le Haut Rain, Le Spoix und Berchigranges.
Umgeben wird Granges-Aumontzey von den sieben Nachbargemeinden:
| Laveline-devant-Bruyères | La Chapelle-devant-Bruyères                 |               |
| Jussarupt Champdray      | Kompassrose, die auf Nachbargemeinden zeigt | Barbey-Seroux |
|                          | Liézey                                      | Gérardmer     |

## Geschichte
Die Gemeinde Granges-Aumontzey entstand mit Wirkung vom 1. Januar 2016 als Commune nouvelle durch Zusammenlegung der bis dahin selbstständigen Gemeinden Granges-sur-Vologne und Aumontzey, die fortan den Status von Communes déléguées besitzen. Der Verwaltungssitz befindet sich in Granges-sur-Vologne.

## Bevölkerungsentwicklung
| Jahr                                     | 1962 | 1968 | 1975 | 1982 | 1990 | 1999 | 2008 | 2013 | 2021 |
| ---------------------------------------- | ---- | ---- | ---- | ---- | ---- | ---- | ---- | ---- | ---- |
| Einwohner                                | 3349 | 3212 | 3299 | 3208 | 2921 | 2891 | 2771 | 2732 | 2590 |
| bis 2013 Addition der Vorgängergemeinden |      |      |      |      |      |      |      |      |      |

Im Jahr 1906 wurde in Granges-sur-Vologne mit 3832 Bewohnern die höchste Einwohnerzahl ermittelt; im selben Jahr die höchste Einwohnerzahl mit 587 Bewohnern in Aumontzey. Die Zahlen basieren auf den Daten von cassini.ehess und INSEE.

## Sehenswürdigkeiten
- Kirche Saint-Georges in Granges aus dem 15. Jahrhundert (der Turm stammt aus dem Jahr 1662) mit einer Jacquot-Orgel
- Kirche Notre-Dame-du-Saint-Rosaire in Aumontzey
- privat betriebener botanischer Garten im Ortsteil Berchigranges
- Mehrere Flurkreuze im Gebiet der Gemeinde

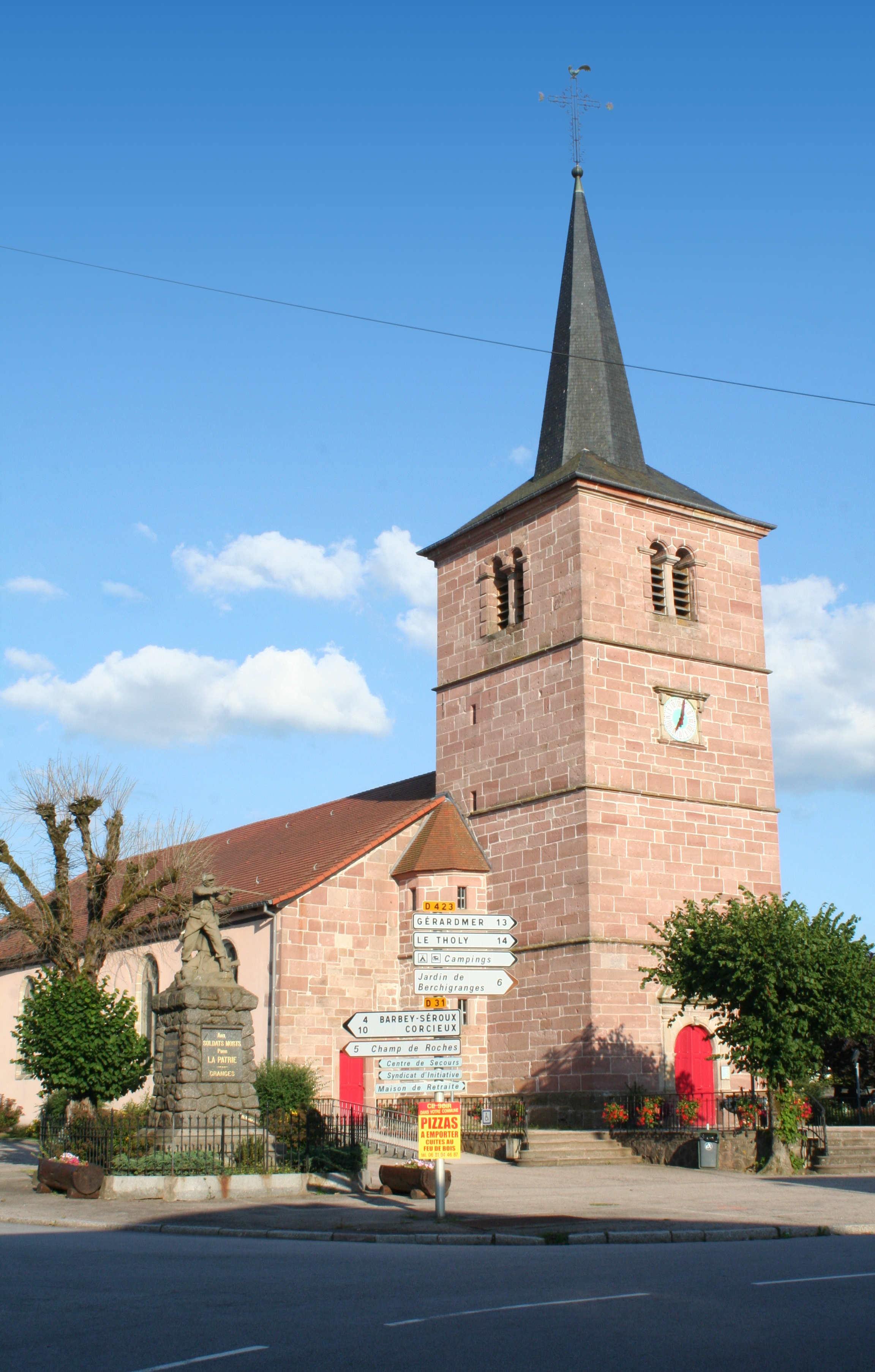
Kirche Saint-Georges in Granges
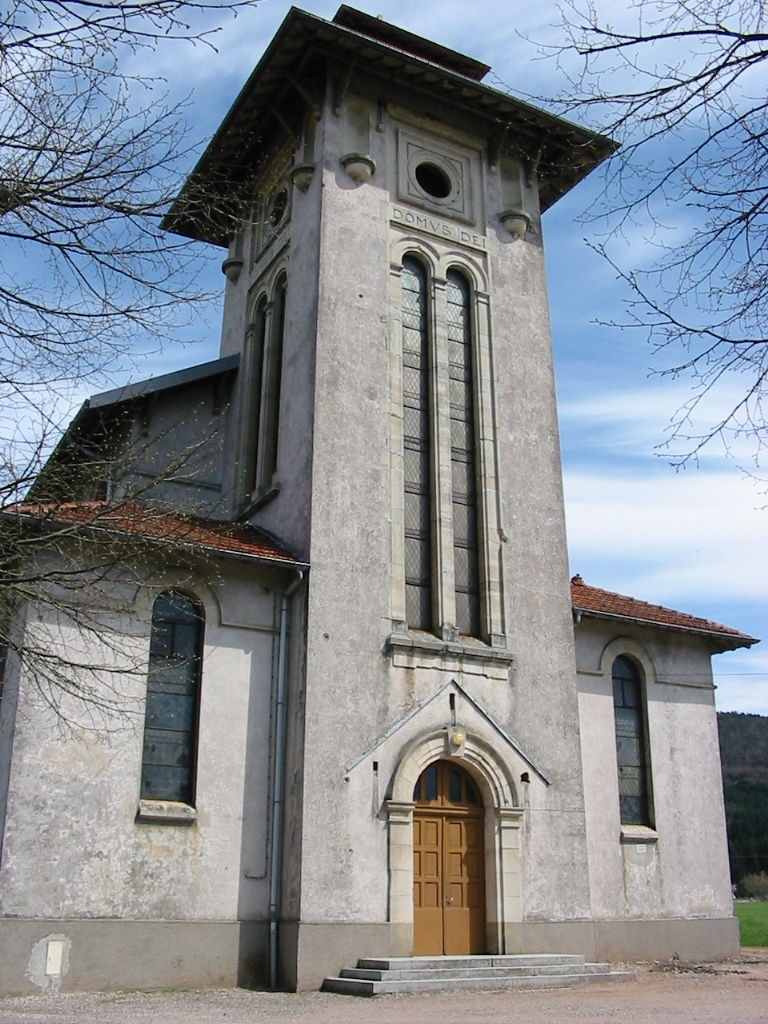
Kirche Notre-Dame-du-Saint-Rosaire in Aumontzey
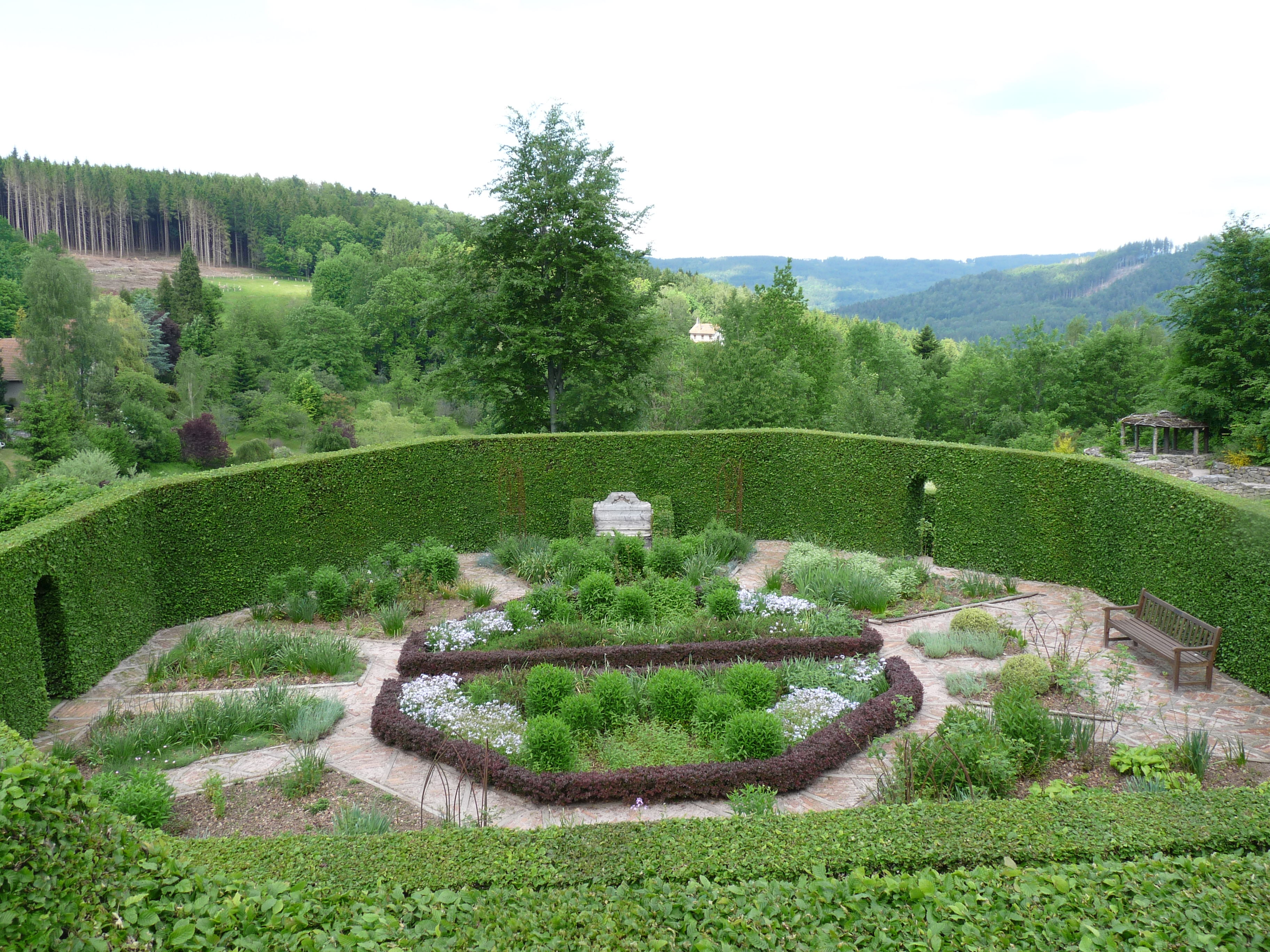
Teil des botanischen Gartens Berchigranges

## Bildung
Die Gemeinde verfügt über eine öffentliche Vor- und Grundschule (École primaire).

## Sport und Freizeit
Der GRP Tour de la Vologne, ein insgesamt 146 Kilometer regionaler Rundwanderweg, durchquert das Gemeindegebiet.

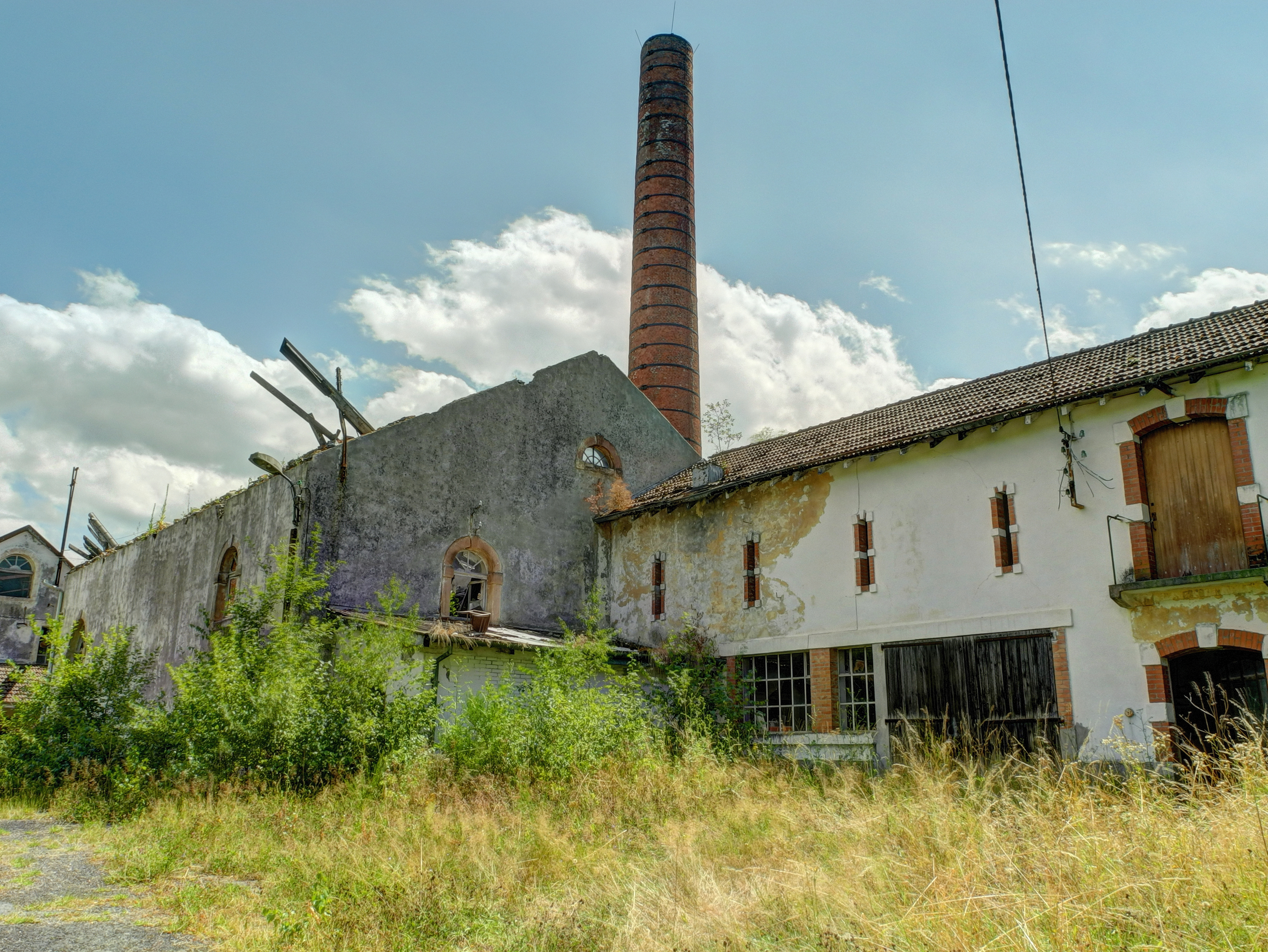
Teile der alten Textilfabrik Walter-Seitz

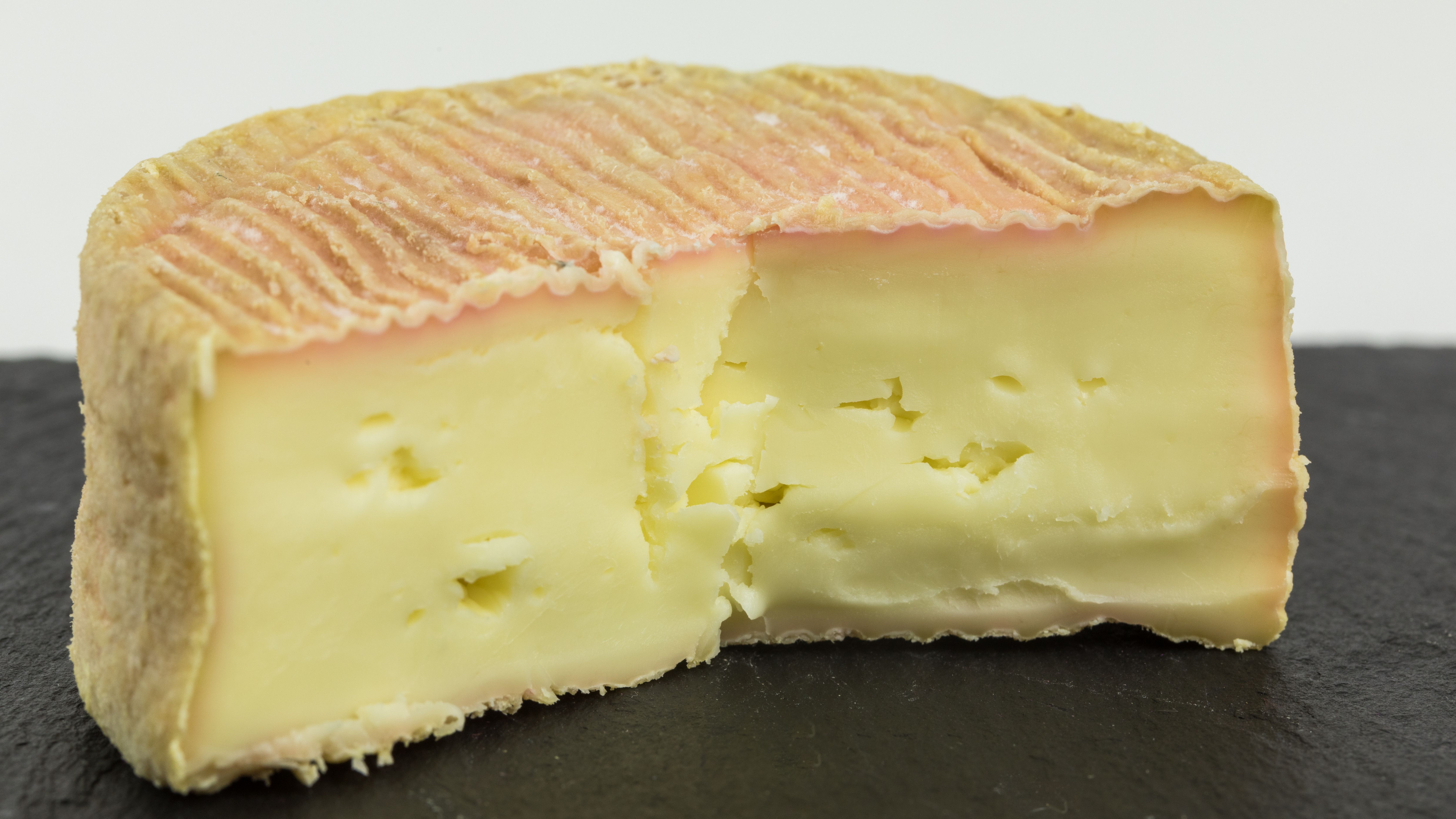
Petit Munster

## Wirtschaft
Die Bewohner von Granges-Aumontzey sind in der Forstwirtschaft und der Holzindustrie (mehrere Sägewerke) oder im Bereich Handel und Dienstleistungen beschäftigt. Darüber hinaus gibt es Arbeitsplätze im Tourismusbereich (Pensionen und Ferienhäuser). In der Gemeinde sind 24 Landwirtschaftsbetriebe ansässig (Getreide-, Kartoffel- und Obstanbau, Milchwirtschaft, Zucht von Kamelen (!), Pferden, Schafen und Ziegen). Größter Arbeitgeber in der Gemeinde ist aber das Textilunternehmen Walter-Seitz.
Bis zur Mitte des 19. Jahrhunderts wurde in den Vogesen im Winter in Heimarbeit auf Handwebstühlen Hanf verarbeitet. In Granges und Umgebung war man auf die Herstellung von Haushaltswäsche spezialisiert. Die Baumwollspinnerei begann in Granges-sur-Vologne 1856 mit dem Unternehmer Étienne Joseph Seitz, der dafür die Wasserkraft der Vologne für die Mechanisierung nutzte.
Granges-Aumontzey liegt in den Zonen AOC
- des Weißtannenhonigs der Vogesen und

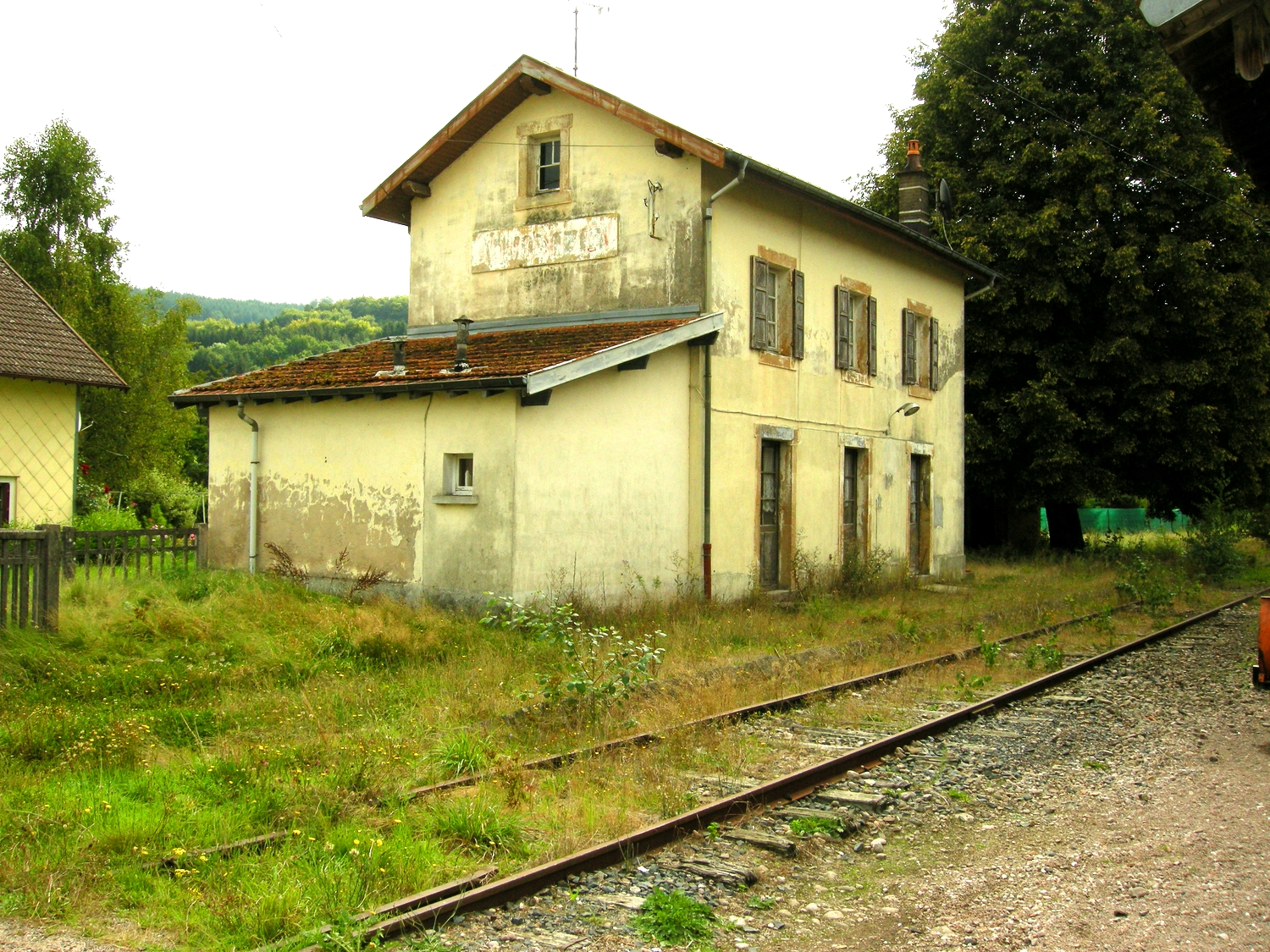
Ehemaliges Bahnhofsgebäude von Aumontzey

- des Munsters, einem Weichkäse.[8]

## Verkehr
Granges-Aumontzey liegt an der Departementsstraße 423, der ehemaligen Route nationale 423, die Bruyères mit Gérardmer verbindet. Des Weiteren bestehen Straßenverbindungen nach Le Tholy, Laval-sur-Vologne, Herpelmont und Corcieux.
Busse der Linie 28 des Busnetzes Fluo der Region Grand Est von Bruyères nach Gérardmer bedienen sieben Haltestellen in der Gemeinde.
Der nächste Bahnhof liegt in der sechs Kilometer entfernten Gemeinde Laveline-devant-Bruyères. Von 1878 bis 1988 hatten Granges und Aumontzey Haltepunkte an der Bahnlinie von Laveline-devant-Bruyères nach Gérardmer, die von der Strecke Arches-Saint-Dié-des-Vosges abzweigte.

## Gemeindepartnerschaft
Seit 1990 besteht eine Partnerschaft zwischen Granges-sur-Vologne und der württembergischen Gemeinde Ertingen.

## Belege
1. ↑  ARRETE N°1501/2015. (PDF) Département Vosges, 28. September 2015, S. 33–35, abgerufen am 20. Januar 2024 (französisch).
2. ↑  Granges-sur-Vologne auf cassini.ehess
3. ↑  Aumontzey auf cassini.ehess
4. ↑  Granges-Aumontzey auf INSEE
5. ↑  Annuaire. Nationales Bildungsministerium, abgerufen am 20. Januar 2024 (französisch).
6. ↑  Tour de la Vologne (Vosges). gr-infos.com, abgerufen am 20. Januar 2024 (französisch).
7. ↑  Landwirtschaftsbetriebe auf annuaire-mairie.fr (französisch)
8. ↑  Institut national de l’origine et de la qualité : Rechercher un produit. Institut national de l’origine et de la qualité, abgerufen am 20. Januar 2024 (französisch).
9. ↑  Fiche horaire. (PDF) Fluo Grand Est, abgerufen am 20. Januar 2024 (französisch).